# Pjany Borcultuur
De Pjany Borcultuur (Russisch: Пьяноборская культура, Pjanoborskaja koeltoera) was een archeologische cultuur in Rusland die bestond in de 2e eeuw v.Chr. tot de 2e/4e eeuw AD aan de Beneden-Kama en de Vjatka. Ze vormde zich op basis van de uiteengevallen Ananjinocultuur.
De cultuur is vernoemd naar twee grafvelden nabij het dorp Pjany Bor (nu Krasny Bor aan de Kama in Tatarstan), ontdekt door Pasynkov in 1880.
De Pjany Bor-sites uit de 2e eeuw voor tot  2e eeuw na Christus waren dicht geconcentreerd over 90 km langs de rechteroever van de Kama, tegen de monding van de Belaja, en in het aangrenzende gebied (linkeroever van de Kama) van Basjkortostan langs de Belaja en haar zijrivieren, ook ongeveer 90 km. Volgens de laatste gegevens bereikte hun aantal 175. Vladimir Gening stelde voor om deze dichte groep sites de Tsjegandacultuur te noemen. Hij verdeelde de Pjany Bor-sites van de 3e-5e eeuw in de Mazoeninocultuur van de Beneden-Kama-regio en de Azelinocultuur in het Vjatka-bekken. Rimma Goldina wees de late Pjany Bor-sites aan de Vjatka en Pizjma toe aan de Choedjakovcultuur.
De nederzettingen waren van twee soorten: kleine versterkte schuilplaatsen langs de rand van het cultuurgebied en grotere in de centrale regio.
De bevolking bedreef een gemengde economie, met een combinatie van jacht, veeteelt, visserij, bijenteelt en landbouw. De rol van ijzer nam merkbaar toe. Smeden werd wijdverbreid: tijdens de opgravingen van de Boeijskoje Gorodisjtsje werd een schat ontdekt met 186 ijzeren kokerbijlen. Vrouwelijke Pjany Bor-begrafenissen onderscheiden zich door een overvloed aan bronzen sieraden, tot een totaal gewicht van 2 kg per persoon. Kenmerkend voor de cultuur zijn de bronzen epauletachtige sluitingen van brede riemen. De handelsbetrekkingen werden intensiever: Pjany Bor-sieraden bereikten de Oka en West-Siberië, terwijl in de Pjany Bor-graven beeldjes van leeuwen en scarabeeën van Egyptische faience, broches uit het Bosporuskoninkrijk, fragmenten van een Romeinse glazen kom en Sarmatische bronzen spiegels werden gevonden.
Het uiterlijk van de Pjany Bor-mensen werd gedomineerd door het Kaukasoïde mesomorfe dolichocraniale morfologische type met een gemiddeld breed gezicht en enige verzwakking van de neusbeenderen.
Het type materiële cultuur wordt geassocieerd met de voorouders van de Oedmoerten.